# Nilas

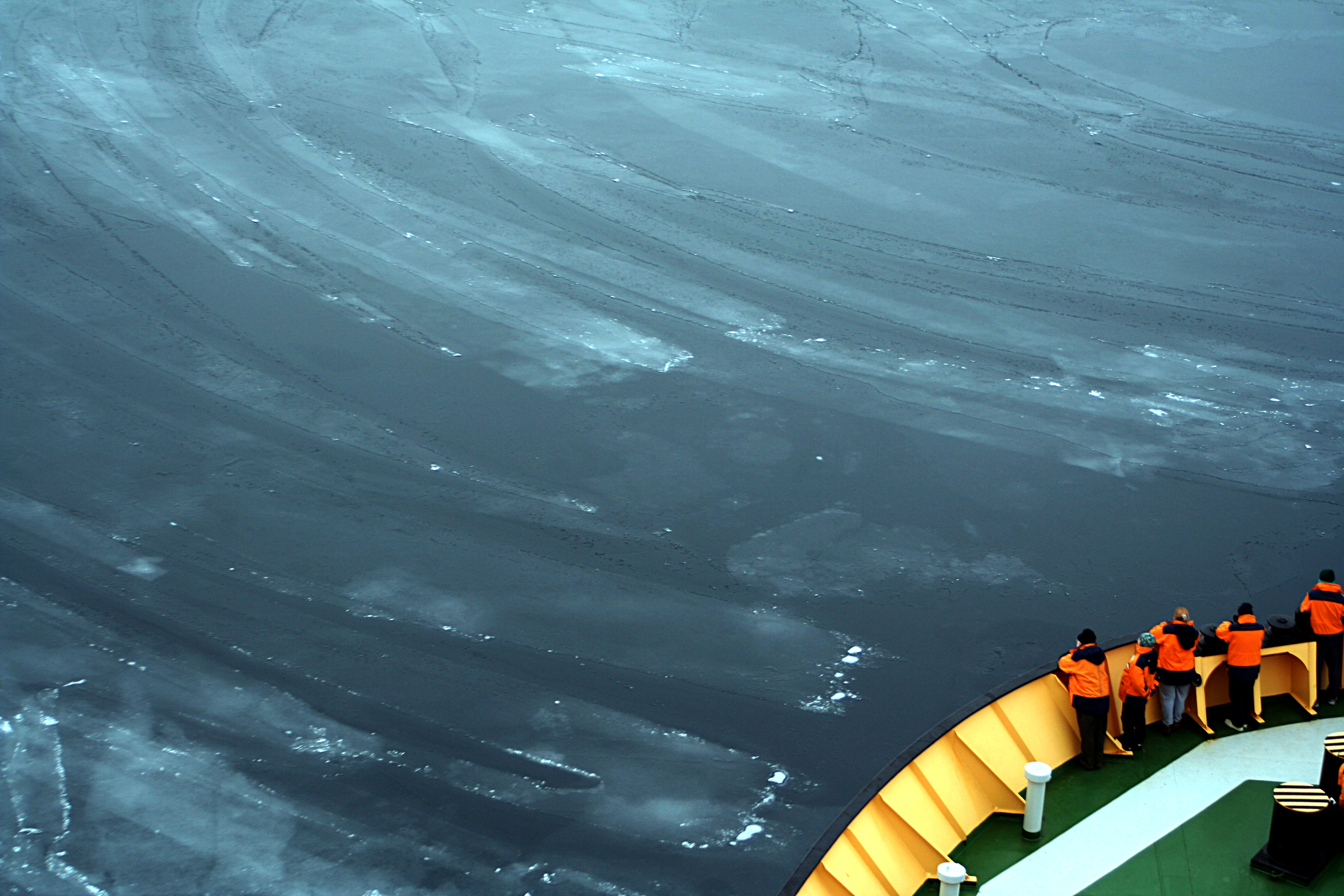
Nilas dans la baie de Baffin dans le Nunavut

Le nilas est une couche de glace mince de surface mate et élastique. Il ondule facilement sous les vagues ou la houle et peut atteindre 10 cm d'épaisseur. Sous la pression des glaces, le nilas forme des avancées en forme de doigts entrecroisés. Le terme s'applique surtout à la formation de glaces de mer pour donner la banquise.

## Formation
Lorsque l'eau de mer ou douce se trouve dans une situation ou la température de l'air descend sous le point de congélation, elle perd par rayonnement sa proche chaleur. Lorsque sa température descend sous zéro Celsius, elle reste un temps en état de surfusion et des cristaux de glace apparaissent après un certain temps pour donner le frasil. Lorsque les conditions sont calmes, vent et houles faibles, ces cristaux flottent à la surface (la glace étant moins dense que l'eau) et s'agglomèrent en plaques.
Il existe deux types de nilas : sombre et clair. Le nilas sombre a moins de 5 cm d'épaisseur et sa couleur très sombre provient du fait qu'il est assez transparent, laissant la couleur sombre de l'eau sous-jacente passer. Le nilas clair a plus de 5 cm et la lumière commence à être reflété par les bulles d'air qu'il contient.